# Lucas Vorsterman

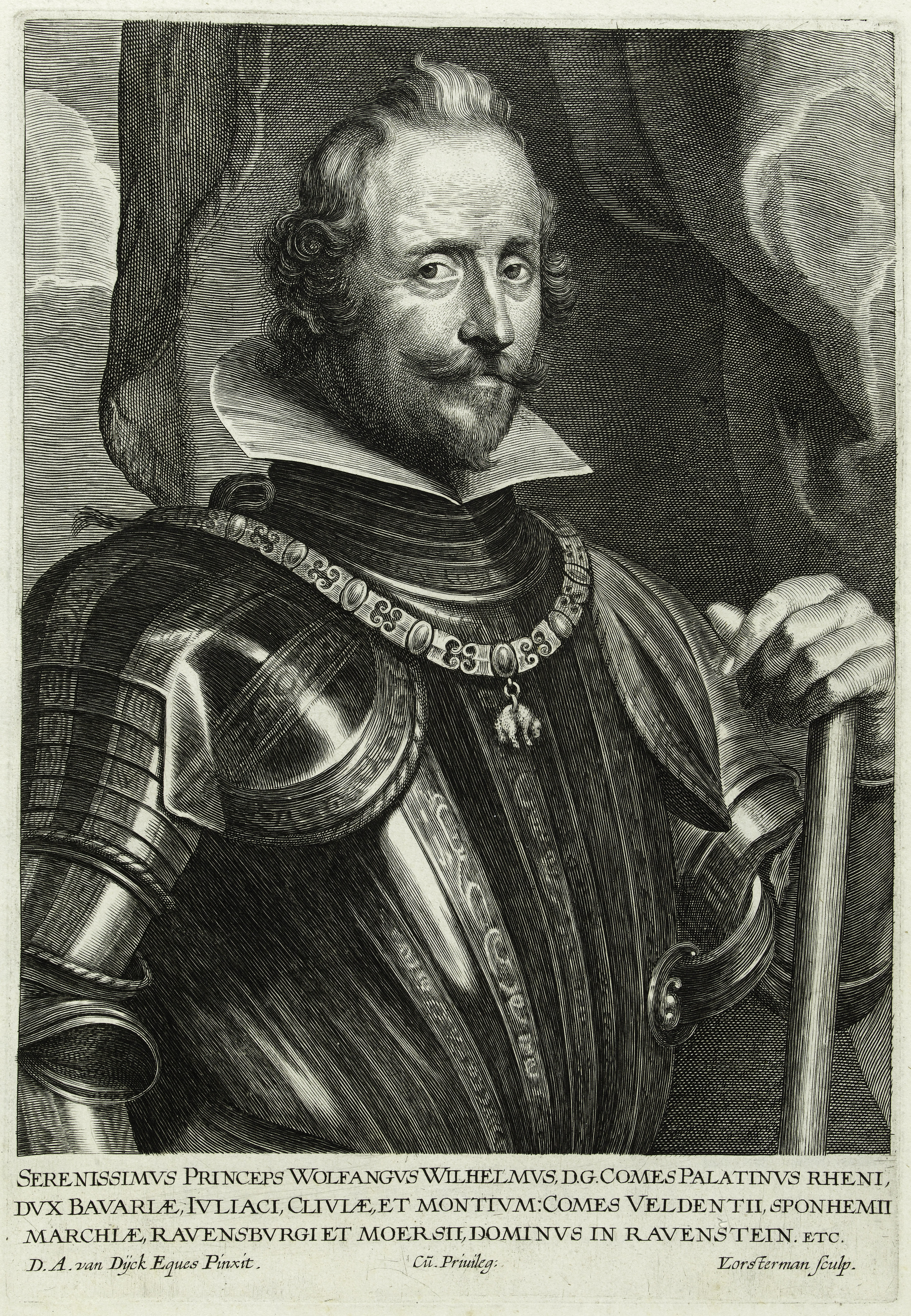
Wolfgang Wilhelm von Pfalz-Neuburg Kupferstich von Lucas Vorsterman d. Ä. nach einem Portrait von Anthonis van Dyck

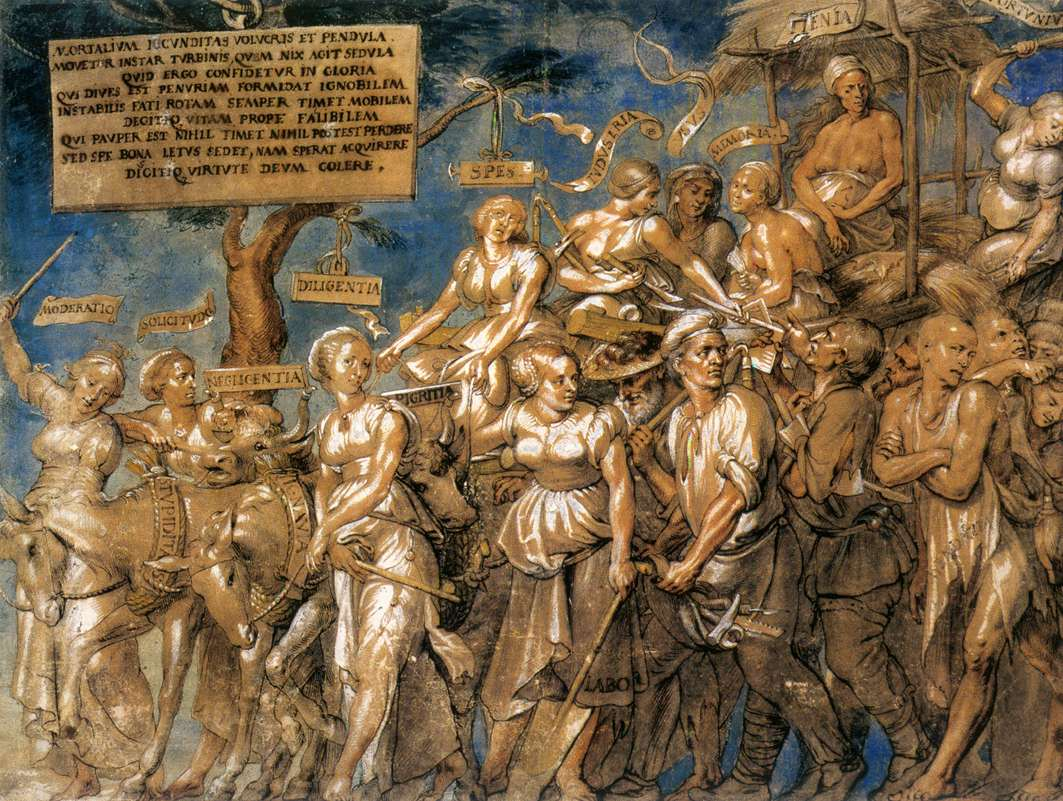

Lucas Vorsterman der Ältere (* 1595 in Antwerpen; † 1675) war ein niederländischer Kupferstecher und Zeichner.

## Leben
Er arbeitete mit Peter Paul Rubens und Anthonis van Dyck. Vorsterman gehörte zu den bedeutendsten Stechern von Rubens’ Schule, dessen Bilder er, wie auch die anderer holländischer und flämischer Zeitgenossen, meisterhaft wiederzugeben verstand. 1624 ging er nach England, wo er acht Jahre lang für Thomas Howard, 21. Earl of Arundel und Karl I. tätig war.

## Werke
- Portrait von Nicolaas Rockox
- Triumph der Armut
- Capriolles sur les voltes à main gauche (after Diepenbeke)